# Fußballclub Hansa Rostock
El Fußballclub Hansa Rostock és un club de futbol alemany de la ciutat de Rostock, Mecklemburg-Pomerània Occidental.

## Història
El club es fundà l'1 de novembre de 1954 com a la societat poliesportiva Sportclub Empor Rostock. La secció de futbol nasqué de la transferència del club BSG Empor Lauter de la ciutat de Lauter a Rostock, pràctica comuna a la RDA aquells anys. Aquesta transferència es produí la temporada 1954-55. El 1956 es formà un nou club anomenat BSG Motor Lauter.
La reorganització del futbol de la RDA el 1965 portà a la separació de la secció de futbol en un club independent i el 28 de desembre nasqué el Fußball Club Hansa Rostock.

## Palmarès
- Lliga de la RDA de futbol: 1991
- Copa de la RDA de futbol: 1991
- 2. Bundesliga:  1998

## Jugadors

### Plantilla 2024-25
A 30 gener 2025 
| N. | Pos. | Nac. | Jugador           |
| -- | ---- | --- | ----------------- |
| 1  | POR  | [[Fitxer:Flag of Germany.svg\|23x15px\|border \|alt=Alemanya\|link=Selecció de futbol d'Alemanya\|{{#if:\|]]                    | Benjamin Uphoff   |
| 3  | DEF  | [[Fitxer:Flag of Germany.svg\|23x15px\|border \|alt=Alemanya\|link=Selecció de futbol d'Alemanya\|{{#if:\|]]                    | Dominik Lanius    |
| 4  | DEF  | [[Fitxer:Flag of Germany.svg\|23x15px\|border \|alt=Alemanya\|link=Selecció de futbol d'Alemanya\|{{#if:\|]]                    | Damian Roßbach    |
| 5  | MIG  | [[Fitxer:Flag of Germany.svg\|23x15px\|border \|alt=Alemanya\|link=Selecció de futbol d'Alemanya\|{{#if:\|]]                    | Marco Schuster    |
| 6  | MIG  | [[Fitxer:Flag of Germany.svg\|23x15px\|border \|alt=Alemanya\|link=Selecció de futbol d'Alemanya\|{{#if:\|]]                    | Jonas Dirkner     |
| 7  | DEF  | [[Fitxer:Flag of Germany.svg\|23x15px\|border \|alt=Alemanya\|link=Selecció de futbol d'Alemanya\|{{#if:\|]]                    | Nico Neidhart     |
| 8  | MIG  | [[Fitxer:Flag of Germany.svg\|23x15px\|border \|alt=Alemanya\|link=Selecció de futbol d'Alemanya\|{{#if:\|]]                    | Cedric Harenbrock |
| 9  | DAV  | [[Fitxer:Flag of Kosovo.svg\|23x15px\|border \|alt=Kosovo\|link=Selecció de futbol de Kosovo\|{{#if:\|]]                        | Albin Berisha     |
| 10 | MIG  | [[Fitxer:Flag of Sweden.svg\|23x15px\|border \|alt=Suècia\|link=Selecció de futbol de Suècia\|{{#if:\|]]                        | Nils Fröling      |
| 11 | DAV  | [[Fitxer:Flag of Germany.svg\|23x15px\|border \|alt=Alemanya\|link=Selecció de futbol d'Alemanya\|{{#if:\|]]                    | Antonio Jonjić    |
| 13 | DAV  | [[Fitxer:Flag of Germany.svg\|23x15px\|border \|alt=Alemanya\|link=Selecció de futbol d'Alemanya\|{{#if:\|]]                    | Kevin Schumacher  |
| 14 | DAV  | [[Fitxer:Flag of France (1794–1815, 1830–1974).svg\|23x15px\|border \|alt=França\|link=Selecció de futbol de França\|{{#if:\|]] | Adrien Lebeau     |
| 15 | DEF  | [[Fitxer:Flag of Germany.svg\|23x15px\|border \|alt=Alemanya\|link=Selecció de futbol d'Alemanya\|{{#if:\|]]                    | Ahmet Gürleyen    |

| N. | Pos. | Nac. | Jugador                                  |
| -- | ---- | --- | ---------------------------------------- |
| 18 | DAV  | [[Fitxer:Flag of Norway.svg\|23x15px\|border \|alt=Noruega\|link=Selecció de futbol de Noruega\|{{#if:\|]]                                | Sigurd Hauso Haugen (cedit per l'AGF)    |
| 19 | DEF  | [[Fitxer:Flag of the Czech Republic.svg\|23x15px\|border \|alt=República Txeca\|link=Selecció de futbol de la República Txeca\|{{#if:\|]] | Jan Mejdr                                |
| 20 | DAV  | [[Fitxer:Flag of Germany.svg\|23x15px\|border \|alt=Alemanya\|link=Selecció de futbol d'Alemanya\|{{#if:\|]]                              | Ryan Naderi                              |
| 21 | DEF  | [[Fitxer:Flag of Germany.svg\|23x15px\|border \|alt=Alemanya\|link=Selecció de futbol d'Alemanya\|{{#if:\|]]                              | Alexander Rossipal                       |
| 22 | MIG  | [[Fitxer:Flag of Germany.svg\|23x15px\|border \|alt=Alemanya\|link=Selecció de futbol d'Alemanya\|{{#if:\|]]                              | King Manu (cedit pel Fortuna Düsseldorf) |
| 23 | MIG  | [[Fitxer:Flag of Germany.svg\|23x15px\|border \|alt=Alemanya\|link=Selecció de futbol d'Alemanya\|{{#if:\|]]                              | Franz Pfanne (capità)                    |
| 24 | DEF  | [[Fitxer:Flag of Germany.svg\|23x15px\|border \|alt=Alemanya\|link=Selecció de futbol d'Alemanya\|{{#if:\|]]                              | Dario Gebuhr                             |
| 25 | POR  | [[Fitxer:Flag of Germany.svg\|23x15px\|border \|alt=Alemanya\|link=Selecció de futbol d'Alemanya\|{{#if:\|]]                              | Philipp Klewin                           |
| 27 | MIG  | [[Fitxer:Flag of Germany.svg\|23x15px\|border \|alt=Alemanya\|link=Selecció de futbol d'Alemanya\|{{#if:\|]]                              | Christian Kinsombi                       |
| 28 | MIG  | [[Fitxer:Flag of Germany.svg\|23x15px\|border \|alt=Alemanya\|link=Selecció de futbol d'Alemanya\|{{#if:\|]]                              | Sima Suso (cedit pel Fortuna Düsseldorf) |
| 29 | DEF  | [[Fitxer:Flag of Germany.svg\|23x15px\|border \|alt=Alemanya\|link=Selecció de futbol d'Alemanya\|{{#if:\|]]                              | Felix Ruschke                            |
| 30 | POR  | [[Fitxer:Flag of Germany.svg\|23x15px\|border \|alt=Alemanya\|link=Selecció de futbol d'Alemanya\|{{#if:\|]]                              | Max Hagemoser                            |
| 38 | POR  | [[Fitxer:Flag of Germany.svg\|23x15px\|border \|alt=Alemanya\|link=Selecció de futbol d'Alemanya\|{{#if:\|]]                              | Elias Höftmann                           |

## Futbolistes hisòrics destacats
- Stefan Beinlich
- Thomas Doll
- Carsten Jancker
- Gerd Kische
- Toni Kroos
- Martin Max
- Ronald Maul
- Oliver Neuville
- Marko Rehmer
- René Schneider
- Joachim Streich
- Gerd Wimmer
- Sergej Barbarez
- Igor Pamić
- Thomas Rasmussen
- Jari Litmanen
- Victor Agali
- Jonathan Akpoborie
- Slawomir Chalaskiewicz
- Marcus Allbäck
- Magnus Arvidsson
- Andreas Jakobsson
- Marcus Lantz
- Joakim Persson
- Rade Prica
- Peter Wibrån
- Michael Blum